# Dommedag nu
Dommedag nu (originaltitel Apocalypse Now) er en amerikansk film fra 1979 instrueret af Francis Ford Coppola. Filmen handler om Vietnamkrigens gru og bliver generelt anset som en af de bedste (anti-)krigsfilm der nogensinde er lavet. I filmen følges Special Forces kaptajnen Benjamin L. Willards (Martin Sheen) rejse igennem Vietnam. Hans mission i filmen er at finde og eliminere en psykopatisk amerikansk officer (Marlon Brando).  
Filmen bygger til dels på Joseph Conrads roman Mørkets hjerte (Originaltitel Heart of Darkness) fra 1902. Filmens oprindelige spilletid var 153 minutter, men den blev omklippet i 2001 og en masse ekstra scener blev genindsat i filmen, hvis spilletid blev på 202 min. Denne version blev kaldt Apocalypse – Now Redux. Der eksisterer i øvrigt en "Workprint" (produktionens endelige version af ALLE scener der blev filmet så instruktøren kan se hvilke scener der fungerer og hvilke der ikke gør) med en spilletid på 289 min. 

## Medvirkende
- Martin Sheen
- Marlon Brando
- Robert Duvall
- Frederic Forrest
- Larry Fishburne
- Dennis Hopper
- Harrison Ford
- Albert Hall
- Sam Bottoms
- Aurore Clement